# 玉门东镇
玉门东镇，原是中国甘肃省酒泉市玉门市下辖的一个乡镇级行政单位。2011年，玉门市撤销玉门东镇，设立东镇街道。

## 行政区划
玉门东镇共辖以下地区：
虚拟居委会。